# Cádiz Club de Fútbol 2023-2024
Questa voce raccoglie le informazioni riguardanti il Cádiz Club de Fútbol nelle competizioni ufficiali della stagione 2023-2024.

## Maglie e sponsor
| Casa | Trasferta | Terza divisa |

## Rosa
| N. |                       | Ruolo | Calciatore           |
| -- | --------------------- | ----- | -------------------- |
| 1  | Argentina (bandiera)  | P     | Jeremías Ledesma     |
| 2  | Spagna (bandiera)     | D     | Joseba Zaldúa        |
| 3  | Spagna (bandiera)     | D     | Fali                 |
| 4  | Spagna (bandiera)     | C     | Rubén Alcaraz        |
| 5  | Spagna (bandiera)     | D     | Víctor Chust         |
| 6  | Spagna (bandiera)     | C     | José Mari (capitano) |
| 6  | Mali (bandiera)       | C     | Diadie Samassékou    |
| 7  | Spagna (bandiera)     | A     | Rubén Sobrino        |
| 8  | Spagna (bandiera)     | C     | Álex Fernández       |
| 9  | Spagna (bandiera)     | C     | Álvaro Negredo       |
| 9  | Spagna (bandiera)     | C     | Juanmi               |
| 10 | Uruguay (bandiera)    | A     | Brian Ocampo         |
| 11 | Spagna (bandiera)     | A     | Iván Alejo           |
| 12 | Montenegro (bandiera) | A     | Milutin Osmajić      |
| 12 | Mali (bandiera)       | C     | Rominigue Kouamé     |

| N. |                      | Ruolo | Calciatore               |
| -- | -------------------- | ----- | ------------------------ |
| 13 | Spagna (bandiera)    | P     | David Gil                |
| 14 | Senegal (bandiera)   | D     | Mamadou Mbaye            |
| 15 | Spagna (bandiera)    | D     | Javi Hernández           |
| 16 | Spagna (bandiera)    | A     | Chris Ramos              |
| 17 | Argentina (bandiera) | C     | Gonzalo Escalante        |
| 18 | Venezuela (bandiera) | C     | Darwin Machís            |
| 19 | Spagna (bandiera)    | A     | Sergi Guardiola          |
| 20 | Spagna (bandiera)    | D     | Isaac Carcelén           |
| 21 | Spagna (bandiera)    | A     | Roger Martí              |
| 22 | Spagna (bandiera)    | D     | Jorge Meré               |
| 23 | Spagna (bandiera)    | D     | Luis Hernández Rodríguez |
| 24 | Spagna (bandiera)    | C     | Fede San Emeterio        |
| 25 | Uruguay (bandiera)   | A     | Maxi Gómez               |
| 27 | Spagna (bandiera)    | C     | Robert Navarro           |
| 33 | Brasile (bandiera)   | D     | Lucas Pires              |

## Calciomercato

### Sessione estiva
| Acquisti         | Acquisti          | Acquisti        | Acquisti                   |
| R.               | Nome              | da              | Modalità                   |
| ---------------- | ----------------- | --------------- | -------------------------- |
| C                | Rominigue Kouamé  | Troyes          | definitivo (2,5 milioni €) |
| C                | Gonzalo Escalante | Lazio           | definitivo (2,5 milioni €) |
| A                | Sergi Guardiola   | Real Valladolid | definitivo (1 milione €)   |
| A                | Maxi Gómez        | Trabzonspor     | prestito                   |
| A                | Darwin Machís     | Real Valladolid | prestito                   |
| C                | Robert Navarro    | Real Sociedad   | prestito                   |
| D                | Javi Hernández    | Leganés         | prestito                   |
| D                | Lucas Pires       | Santos          | prestito                   |
| D                | Jorge Meré        | América         | prestito                   |
| Altre operazioni |                   |                 |                            |
| R.               | Nome              | da              | Modalità                   |
| A                | Milutin Osmajić   | Vizela          | fine prestito              |
| C                | Tomás Alarcón     | Real Saragozza  | fine prestito              |
| A                | Awer Mabil        | Sparta Praga    | fine prestito              |
| A                | Álvaro Jiménez    | Las Palmas      | fine prestito              |
| A                | Iván Chapela      | Unionistas      | fine prestito              |
| C                | Martín Calderón   | Celta Vigo      | fine prestito              |
| P                | Juan Flere        | Algeciras       | fine prestito              |

| Cessioni         | Cessioni            | Cessioni         | Cessioni                   |
| R.               | Nome                | a                | Modalità                   |
| ---------------- | ------------------- | ---------------- | -------------------------- |
| A                | Theo Bongonda       | Spartak Mosca    | definitivo (7 milioni €)   |
| A                | Milutin Osmajić     | Preston N.E.     | definitivo (2,5 milioni €) |
| D                | Alfonso Espino      | Rayo Vallecano   | gratuito                   |
| A                | Anthony Lozano      | Getafe           | gratuito                   |
| A                | Awer Mabil          | Grasshoppers     | gratuito                   |
| P                | Juan Flere          |                  | svincolato                 |
| A                | Iván Chapela        | Eldense          | n.d.                       |
| D                | Raúl Parra          | Estoril Praia    | n.d.                       |
| C                | Tomás Alarcón       | FC Cartagena     | prestito                   |
| D                | Santiago Arzamendia | Cerro Porteño    | prestito                   |
| C                | Youba Diarra        | Asteras Tripolīs | prestito                   |
| A                | Álvaro Jiménez      | Tractor          | prestito                   |
| A                | Francisco Mwepu     | Sanluqueño       | prestito                   |
| C                | Jon Ander Garrido   |                  | ritiro                     |
| Altre operazioni |                     |                  |                            |
| R.               | Nome                | da               | Modalità                   |
| C                | Gonzalo Escalante   | Lazio            | fine prestito              |
| A                | Sergi Guardiola     | Real Valladolid  | fine prestito              |
| D                | Jorge Meré          | América          | fine prestito              |

### Sessione invernale
| Acquisti         | Acquisti          | Acquisti         | Acquisti      |
| R.               | Nome              | da               | Modalità      |
| ---------------- | ----------------- | ---------------- | ------------- |
| A                | Juanmi            | Betis            | prestito      |
| C                | Diadie Samassékou | Hoffenheim       | prestito      |
| D                | Aiham Ousou       | Slavia Praga     | prestito      |
| Altre operazioni |                   |                  |               |
| R.               | Nome              | da               | Modalità      |
| C                | Youba Diarra      | Asteras Tripolīs | fine prestito |
| A                | Álvaro Jiménez    | Tractor          | fine prestito |

| Cessioni         | Cessioni        | Cessioni   | Cessioni   |
| R.               | Nome            | a          | Modalità   |
| ---------------- | --------------- | ---------- | ---------- |
| A                | Álvaro Negredo  |            | svincolato |
| C                | Martín Calderón | Sanluqueño | prestito   |
| Altre operazioni |                 |            |            |
| R.               | Nome            | da         | Modalità   |
| A                | Álvaro Jiménez  | Tenerife   | prestito   |

## Risultati

### Primera División

#### Girone di andata
| Arbitro: | De Mera Escuderos |

|                 |           |  |
| San Emeterio 7’ | Marcatori |  |

| Arbitro: | Muñiz Ruiz |

|                           |           |  |
| Pedri 82’ F. Torres 90+4’ | Marcatori |  |

| Arbitro: | García Verdura |

|                  |           |             |
| L. Hernández 59’ | Marcatori | 90+5’ Kaiky |

| Arbitro: | Pulido Santana |

|                                  |           |             |
| Ramos 18’ Machis 30’ (rig.), 50’ | Marcatori | 10’ Sørloth |

| Arbitro: | Cuadra Fernández |

|                                             |           |  |
| Guruzeta 66’ Villalibre 68’ I. Williams 90’ | Marcatori |  |

| Arbitro: | Miguel Ángel Ortiz Arias |

|                  |           |              |
| G. Rodríguez 60’ | Marcatori | 41’ C. Ramos |

| Cadice 27 settembre 2023, ore 21:30 CEST 7ª giornata | Cadice          | 0 – 0 referto | Rayo Vallecano | Stadio Nuovo Mirandilla (18 505 spett.)\| Arbitro: \| Hernández Maeso \| |
| Arbitro:                                             | Hernández Maeso |               |                |                                                                          |

| Arbitro: | Iglesias Villanueva |

|                              |           |                        |
| Á.Correa 32’, 66’ Molina 46’ | Marcatori | 12’ L. Pires 27’ Roger |

| Arbitro: | Martínez Munuera |

|  |           |               |
|  | Marcatori | 59’ A. García |

| Arbitro: | Pablo González Fuertes |

|                  |           |  |
| Gayà 4’ Duro 25’ | Marcatori |  |

| Arbitro: | César Soto Grado |

|                        |           |                         |
| C. Ramos 8’ Machis 28’ | Marcatori | 37’ Ocampos 60’ Rakitić |

| Arbitro: | De Burgos Bengoetxea |

|                   |           |  |
| Borja Mayoral 76’ | Marcatori |  |

| Arbitro: | Iglesias Villanueva |

|             |           |                |
| Prats 45+1’ | Marcatori | 12’ R. Alcaraz |

| Arbitro: | Cuadra Fernández |

|  |           |                                 |
|  | Marcatori | 14’, 64’ Rodrygo 74’ Bellingham |

| Arbitro: | Gil Manzano |

|                   |           |           |
| Strand Larsen 57’ | Marcatori | 16’ Ramos |

| Arbitro: | Martínez Munuera |

|           |           |                    |
| Roger 19’ | Marcatori | 70’ (rig.) Budimir |

| Arbitro: | Muñiz Ruiz |

|           |           |           |
| Pejiño 7’ | Marcatori | 83’ Ramos |

| Cadice 21 dicembre 2023, ore 19:00 CET 18ª giornata | Cadice              | 0 – 0 referto | Real Sociedad | Stadio Nuovo Mirandilla (17 693 spett.)\| Arbitro: \| Iglesias Villanueva \| |
| Arbitro:                                            | Iglesias Villanueva |               |               |                                                                              |

| Arbitro: | Pulido Santana |

|                        |           |  |
| Uzuni 22’ Zaragoza 70’ | Marcatori |  |

#### Girone di ritorno
| Arbitro: | de Mera Escuderos |

|                       |           |                                                    |
| R. Alcaraz 21’ (rig.) | Marcatori | 8’ Duro 52’ Diego López 90+4’ Guerra 90+8’ Vázquez |

| Arbitro: | Muñiz Ruiz |

|                  |           |  |
| Rioja 51’ (rig.) | Marcatori |  |

| Cadice 28 gennaio 2024, ore 16:15 CET 22ª giornata | Cadice          | 0 – 0 referto | Atlético Bilbao | Stadio Nuovo Mirandilla (18 839 spett.)\| Arbitro: \| Busquets Ferrer \| |
| Arbitro:                                           | Busquets Ferrer |               |                 |                                                                          |

| Villarreal 4 febbraio 2024, ore 14:00 CET 23ª giornata | Villarreal       | 0 – 0 referto | Cadice | Stadio della Ceramica (17 183 spett.)\| Arbitro: \| González Fuertes \| |
| Arbitro:                                               | González Fuertes |               |        |                                                                         |

| Arbitro: | De Burgos Bengoetxea |

|  |           |                             |
|  | Marcatori | 6’ Willian José 46’ Fornals |

| Arbitro: | Hernández Maeso |

|                    |           |  |
| Budimir 63’, 90+1’ | Marcatori |  |

| Arbitro: | Ortiz Arias |

|                          |           |                             |
| Juanmi 66’ Machís 90+10’ | Marcatori | 11’ Iago Aspas 58’ Swedberg |

| Arbitro: | Alberola Rojas |

|             |           |                     |
| Lejeune 88’ | Marcatori | 90+12’ J. Hernández |

| Arbitro: | González Fuertes |

|                 |           |  |
| Juanmi 24’, 64’ | Marcatori |  |

| Arbitro: | Soto Grado |

|                          |           |  |
| Merino 28’ Zacharyan 68’ | Marcatori |  |

| Arbitro: | Cuadra Fernández |

|                |           |  |
| R. Navarro 51’ | Marcatori |  |

| Arbitro: | Pulido Santana |

|  |           |                |
|  | Marcatori | 37’ João Félix |

| Arbitro: | Alberola Rojas |

|                                                 |           |               |
| E. García 9’ I. Martín 22’ Dovbyk 71’ Portu 82’ | Marcatori | 81’ Escalante |

| Arbitro: | De Mera Escuderos |

|                      |           |            |
| Mascarell 59’ (aut.) | Marcatori | 12’ Muriqi |

| Arbitro: | Iglesias Villanueva |

|                                      |           |  |
| Díaz 51’ Bellingham 68’ Joselu 90+3’ | Marcatori |  |

| Arbitro: | De Burgos Bengoetxea |

|                       |           |  |
| R. Alcaraz 35’ (rig.) | Marcatori |  |

| Arbitro: | Ortiz Arias |

|  |           |                    |
|  | Marcatori | 90+6’ S. Guardiola |

| Cadice 19 maggio 2024, ore 19:00 CEST 37ª giornata | Cadice     | 0 – 0 referto | Las Palmas | Stadio Nuovo Mirandilla (18 950 spett.)\| Arbitro: \| Soto Grado \| |
| Arbitro:                                           | Soto Grado |               |            |                                                                     |

| Arbitro: | Busquets Ferrer |

|                                                                  |           |            |
| Melero 48’ Arribas 51’, 86’ Zaldúa 57’ (aut.) L. Suárez 65’, 71’ | Marcatori | 30’ Ocampo |

### Coppa di Spagna
| Arbitro: | Ortiz Arias |

|                              |                      |                                       |
| Peque Thior I. Navarro Xiker | Tiri di rigore 2 – 4 | Maxi Gómez R. Navarro R. Kouamé Pires |

| Arbitro: | Alonso López |

|                        |           |                  |
| H. Ceesay 5’ Pesca 65’ | Marcatori | 34’ San Emeterio |

## Statistiche finali

### Statistiche di squadra
| Competizione | Punti | In casa | In casa | In casa | In casa | In casa | In casa | In trasferta | In trasferta | In trasferta | In trasferta | In trasferta | In trasferta | Totale | Totale | Totale | Totale | Totale | Totale | DR  |
| Competizione | Punti | G       | V       | N       | P       | Gf      | Gs      | G            | V            | N            | P            | Gf           | Gs           | G      | V      | N      | P      | Gf     | Gs     | DR  |
| ------------ | ----- | ------- | ------- | ------- | ------- | ------- | ------- | ------------ | ------------ | ------------ | ------------ | ------------ | ------------ | ------ | ------ | ------ | ------ | ------ | ------ | --- |
| Liga         | 33    | 19      | 5       | 9       | 5       | 16      | 19      | 19           | 1            | 6            | 12           | 10           | 36           | 38     | 6      | 15     | 17     | 26     | 55     | -29 |
| Coppa del Re | -     | -       | -       | -       | -       | -       | -       | 2            | 0            | 1            | 1            | 1            | 2            | 2      | 0      | 1      | 1      | 1      | 2      | -1  |
| Totale       | -     | 19      | 5       | 9       | 5       | 16      | 19      | 21           | 1            | 7            | 13           | 11           | 38           | 40     | 6      | 16     | 18     | 27     | 57     | -30 |

### Andamento in campionato
| Giornata  | 1 | 2  | 3  | 4 | 5 | 6 | 7 | 8  | 9  | 10 | 11 | 12 | 13 | 14 | 15 | 16 | 17 | 18 | 19 | 20 | 21 | 22 | 23 | 24 | 25 | 26 | 27 | 28 | 29 | 30 | 31 | 32 | 33 | 34 | 35 | 36 | 37 | 38 |
| --------- | - | -- | -- | - | - | - | - | -- | -- | -- | -- | -- | -- | -- | -- | -- | -- | -- | -- | -- | -- | -- | -- | -- | -- | -- | -- | -- | -- | -- | -- | -- | -- | -- | -- | -- | -- | -- |
| Luogo     | C | T  | C  | C | T | T | C | T  | C  | T  | C  | T  | T  | C  | T  | C  | T  | C  | T  | C  | T  | C  | T  | C  | T  | C  | T  | C  | T  | C  | C  | T  | C  | T  | C  | T  | C  | T  |
| Risultato | V | P  | N  | V | P | N | N | P  | P  | P  | N  | P  | N  | P  | N  | N  | N  | N  | P  | P  | P  | N  | N  | P  | P  | N  | N  | V  | P  | V  | P  | P  | N  | P  | V  | V  | N  | P  |
| Posizione | 7 | 12 | 10 | 6 | 9 | 9 | 9 | 12 | 13 | 16 | 15 | 16 | 16 | 16 | 16 | 17 | 16 | 17 | 18 | 18 | 18 | 18 | 18 | 18 | 18 | 18 | 18 | 18 | 18 | 18 | 18 | 18 | 18 | 18 | 18 | 18 | 18 | 18 |

Legenda:

Luogo: C = Casa; T = Trasferta. Risultato: V = Vittoria; N = Pareggio; P = Sconfitta.